# Aldehuela del Codonal
Aldehuela del Codonal est une commune de la province de Ségovie dans la communauté autonome de Castille-et-León en Espagne.